# Rabarbersläktet
Rabarbersläktet (Rheum) är ett släkte av slideväxter. Rabarbersläktet ingår i familjen slideväxter.

## Dottertaxa till Rabarbersläktet, i alfabetisk ordning[1][2]
- Rheum acuminatum
- Rheum alexandrae
- Rheum altaicum
- Rheum australe
- Rheum compactum
- Rheum cordatum
- Rheum coreanum
- Rheum darvasicum
- Rheum delavayi
- Rheum fedtschenkoi
- Rheum forrestii
- Rheum glabricaule
- Rheum globulosum
- Rheum hissaricum
- Rheum hotaoense
- Rheum inopinatum
- Rheum khorasanicum
- Rheum kialense
- Rheum laciniatum
- Rheum lhasaense
- Rheum likiangense
- Rheum lucidum
- Rheum macrocarpum
- Rheum maculatum
- Rheum maximowiczii
- Rheum moorcroftianum
- Rheum nanum
- Rheum nobile
- Rheum officinale
- Rheum orientixizangense
- Rheum palaestinum
- Rheum palmatum
- Rheum persicum
- Rheum platylobum
- Rheum przewalskyi
- Rheum pumilum
- Rheum racemiferum
- Rheum rhabarbarum
- Rheum rhaponticum
- Rheum rhizostachyum
- Rheum rhomboideum
- Rheum ribes
- Rheum spiciforme
- Rheum subacaule
- Rheum sublanceolatum
- Rheum svetlanae
- Rheum tanguticum
- Rheum tataricum
- Rheum tibeticum
- Rheum turkestanicum
- Rheum uninerve
- Rheum webbianum
- Rheum wittrockii
- Rheum yunnanense